# José Luis de Jesús Miranda
José Luis de Jesús Miranda (Ponce, Puerto Rico, 22 de abril de 1946 - Orlando, Florida, 17 de noviembre de 2013) fue un predicador religioso, empresario puertorriqueño, radicado en Miami, Estados Unidos. Era conocido con los alias de Apóstol, Doctor, Papá, Dios, y principalmente Jesucristo Hombre y Papi.
De Jesús fue el fundador y líder de Creciendo en Gracia (registrada como Ministerio Internacional Creciendo en Gracia, Inc.), con sede en Miami, Florida. Afirmaba ser tanto Jesucristo resucitado como el anticristo, y exhibía un tatuaje con el número 666 en su antebrazo.
Se refería a sí mismo como «Jesucristo hombre».
A principios de 2007 afirmó que era el anticristo. Dijo que el término es apropiado, porque la gente ya no debía seguir las "enseñanzas judías" de Jesús de Nazaret, sino más bien seguir las enseñanzas del apóstol Pablo supuestamente manifestadas a través de De Jesús. De acuerdo con De Jesús, "anticristo" significa "no seguir al Jesús de Nazaret que vivió en los días de su carne".
Los seguidores mostraron su apoyo al obtener tatuajes en sus cuerpos con el símbolo 666. El 666, dijo De Jesús, no es un signo del diablo (puesto que predicó que el diablo fue destruido), sino que es el número del anticristo. También se tatuaron las letras SSS, que representan el lema de su secta «Salvo Siempre Salvo».
Quienes creen en Miranda celebran la Navidad el 22 de abril, ya que es el día de nacimiento de De Jesús, por lo que dicen que es la "verdadera" fecha de Navidad.
José Luis de Jesús Miranda realizó el conteo regresivo donde al final ocurriría la transformación esto sería el 30 de junio de 2012, pero no ocurrió.

## Biografía

### Primeros años
Se crio en la pobreza de las calles de Ponce, Puerto Rico, hijo de Antonio De Jesús y Ana Luisa Miranda. Afirmó que durante su adolescencia se convirtió en adicto a la heroína y a los 14 años estuvo en varias ocasiones preso por robo. En su juventud probó diferentes religiones: catolicismo, adventismo y finalmente pentecostalismo.

### Ministerio Internacional Creciendo en Gracia
En 1986 fundó su iglesia en Puerto Rico, aunque años más tarde trasladó su sede a Miami. En 2007 The Dallas Morning News informó que De Jesús «predica a los seguidores en unos 35 países, principalmente en América Latina, y contaba con 287 programas de radio y una red de televisión en español de 24 horas». Dijo tener dos millones de seguidores en treinta países, aunque los expertos nunca pudieron verificar esto. En México se establecieron alrededor de 82 centros de Creciendo en Gracia que contaron con aproximadamente dos mil seguidores. En Honduras, Guatemala y El Salvador fue declarado como persona non grata. En Madrid (España) convocó una protesta contra la religión católica, aunque únicamente logró reunir a veinticinco personas. Sus seguidores decían que el apóstol Pablo no pudo llegar a España pero José Luis si llegó y llevó el evangelio a los gentiles, a los pocos escogidos

### Muerte
José Luis de Jesús Miranda murió el domingo 17 de noviembre de 2013, a los 67 años de edad en la ciudad de Miami, Estados Unidos después de sufrir un derrame cerebral. José Luis de Jesús Miranda padecía de cirrosis hepática, y su estado de salud era bastante delicado.

### Después de su muerte
Después de confirmarse la muerte de José Luis (alias papi) de Jesús, su esposa, Lisbet de García afirma al movimiento religioso Creciendo en Gracia que ella es el Arcángel Miguel, e inicia una batalla legal por la herencia con sus hijastros.
El 3 de marzo de 2016, mediante un comunicado de Creciendo en Gracia, la viuda de Miranda se hace llamar Melquisedec-Lisbet y renombra el movimiento religioso a Rey de Salem donde afirman que ella es Jesucristo y es llamada Cristolisbet.

## Creencias religiosas
La secta “Creciendo en Gracia”, fue una organización religiosa, que tuvo una duración de 25 años (1988 – 2013), y siempre giró en torno a la figura de su líder supremo José Luis de Jesús Miranda.

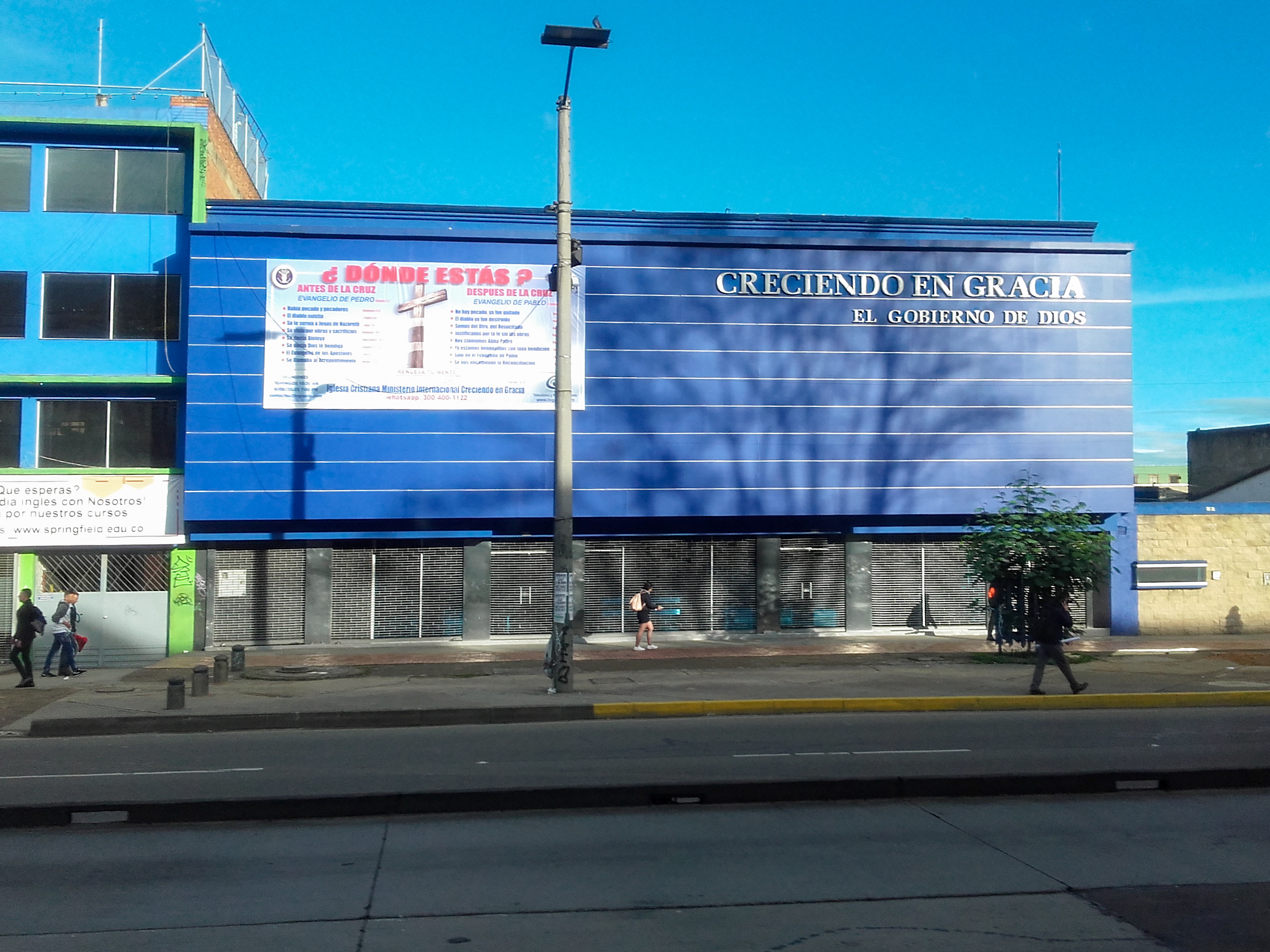
Centro de Reuniones de Creciendo en Gracia en Colombia.

### La interpretación alegórico mística de la Biblia
La secta “Creciendo en Gracia”, afirmó que la Biblia solo podía ser entendida cuando se interpretaba conforme a las enseñanzas de José Luis de Jesús Miranda, quien fue para ellos el único que pudo abrir la verdad del evangelio, y fue el único que tuvo la clave para interpretarla correctamente. Todos los “obispos” de “Creciendo en Gracia” no daban su opinión, sino que calcaban las enseñanzas de José Luis, al punto que llamaban “calqueos” a sus “predicaciones”.

### Los dos evangelios: el verdadero de la incircuncisión y el falso de la circuncisión
La secta “Creciendo en Gracia”, enseñó que el apóstol Pablo fue el que puso el fundamento del verdadero evangelio que también fue llamado el evangelio de la gracia o de la incircuncisión, mientras que los otros apóstoles en cabeza de Pedro, predicaron un evangelio de obras muertas, denominado la ley o la circuncisión. Galatas 2:7

### El politeísmo y los dioses-hombres
Siguiendo una tendencia gnóstica, José Luis de Jesús Miranda enseñó que los seres humanos antes de ser formados en carne, en el vientre de nuestra madre, fuimos creados como espíritus, ángeles o dioses, antes de la fundación del mundo… Él también se proclamó como el “dios superior” que estaba sobre todos los demás dioses, promoviendo el culto a su personalidad.

### Satanás-Adán y su Aniquilación
La secta “Creciendo en Gracia”, enseñó que el primer hombre Adán, fue el mismo Satanás encarnado en la forma de un hombre… Cuando el hombre Adán murió, Satanás volvió a la forma de un espíritu, pero luego dejó de existir porque fue completamente destruido/aniquilado por Jesús de Nazaret en la cruz del calvario… por lo tanto Satanás, el diablo, ya no existe.

### Las dos simientes: la simiente de la serpiente-Adán y la simiente del dios superior
José Luis de Jesús Miranda, enseñó la doctrina de la simiente de la serpiente, al decir que la humanidad tiene dos padres y una sola madre. Dijo que Caín y Abel fueron hermanos gemelos que estuvieron simultáneamente en el útero de Eva, pero mientras que Caín fue engendrado por la serpiente-Adán-diablo, Abel fue engendrado por el “dios superior”… Los miembros de la secta “Creciendo en Gracia” se identificaron como los predestinados para la gracia divina, y utilizaban la sigla SSS, que para ellos significaba “salvo siempre salvo”(mal interpretación de las enseñanzas de Juan Calvino) o también “seis, seis, seis” (666).

### Jesús de Nazaret versus Jesucristo
La secta “Creciendo en Gracia” enseñó que Jesús de Nazaret y Jesucristo no son el mismo. Para dicha secta, Jesús de Nazaret fue solo una casa humana, un cuerpo humano que tomó el “dios superior” para habitar en él… Esta casa humana, al tener una conducta judía fue esclavo de la circuncisión, y por eso practicó una religión que después de la cruz es maldición. De otro lado, para “Creciendo en Gracia” Cristo o Jesucristo, fue una condición a la que llegó el “dios superior” cuando por medio de la muerte de Jesús de Nazaret se abrió el velo, es decir su carne, y a esa condición ellos también le llamaron “el resucitado”.

### La madurez espiritual
José Luis enseñó que la madurez espiritual consiste en que cada uno se convenza en su propia mente de que es un ángel y un dios predestinado para salvación, y que por lo tanto sin importar lo que cada uno haga, no puede ser acusado de alguna maldad porque el pecado ya no existe, pues Jesús de Nazaret lo quitó para siempre cuando murió en la cruz.

## Desaparición de "Creciendo en Gracia" y grupos surgidos de esta secta
Luego del fallecimiento de José Luis de Jesús Miranda, la gran mayoría de los adeptos no quisieron saber más de la secta, pero algunos todavía decidieron permanecer unidos. Sin embargo, debido a las luchas internas por el liderazgo y a la codicia de sus líderes, al cabo de seis meses ya se habían dividido en cuatro grupos con posiciones doctrinales diferentes, y con razones sociales distintas, por lo cual se puede afirmar que la secta realmente culminó con la desaparición de José Luis de Jesús Miranda, y que las cuatro divisiones que solo han alcanzado una influencia exigua, corresponden a nuevos movimientos. Estos son:
1. “La Amada de Jesucristo” o “Paloma” dirigido por Andrés Cudris (ya fallecido).
2. “La Ciencia de JH” dirigido por Emilio Gramajo.
3. TvGracia dirigido por Luis Martín Guío.
4. “Rey de Salem, El Gobierno de Dios, Melquisedec-Lisbeth”, dirigido por Lisbeth García.[2]